# Tang Zsuj-cung kínai császár
Zsuj Cung (662. június 22. – 716. július 13.) kínai császár 684-től 690-ig, és 710-től 712-ig.
Tang Kao Cung császár fiaként született, és bátyja, Csung Cung rövid uralkodása után jutott a trónra édesanyja, Vu Hou segítségével. Néhány évnyi uralkodás után azonban Vu Hou letette a trónról, és maga ült a helyére. A kijelölt örökös Zsuj Cung maradt továbbra is. 705-ben Vu Hout palotaforradalomban megdöntötték, de az összeesküvők Csung Cungot helyezték vissza a trónra egy udvari hivatalnokokból álló csoportosulás alatt.
710-ben újabb államcsíny végre ismét Zsuj Cungot juttatta a trónra, aki két évi uralkodás, 712-ben lemondott a tronról fia, I. Hszüan Cung javára. Négy évvel később, 716-ban, 54 évesen hunyt el.

## Lásd még
- A Tang-dinasztia családfája

| Előző uralkodó: Tang Kao Cung | Kínai császár 684 – 690 | Következő uralkodó: Vu Hou |

| Előző uralkodó: Sang Ti | Kínai császár 710 – 712 | Következő uralkodó: Hszüan-cung |